# زندگی پس از مرگ (ترانه هیلی استاینفلد)
«زندگی پس از مرگ» (به انگلیسی: Afterlife) که با نام «زندگی پس از مرگ (دیکینسون)» نیز شناخته می‌شود، ترانه‌ای از خواننده-ترانه‌پرداز آمریکایی هیلی استاینفلد می‌باشد که به‌عنوان تک‌آهنگی برای تبلیغ سریال اپل تی‌وی پلاس با نام دیکینسون منتشر شد. استاینفلد در این سریال نقش اول را نیز بازی می‌کند. این ترانه در ۱۹ سپتامبر سال ۲۰۱۹ از سوی ریپابلیک رکوردز منتشر گردید.